# Sprehajalka gospodovega psa
Sprehajalka gospodovega psa je družbeni roman slovenske pisateljice, voditeljice kulturno-umetniških dogodkov in avtorice radijskih ter televizijskih oddaj, Carmen L. Oven. Izšel je leta 2012 pri Mladinski knjigi v nakladi 650 izvodov.
Na koncu dela je objavljena tudi spremna beseda, ki jo je napisala Manca Košir.

## Vsebina
Avtorica se v delu predstavi v  romarki Mili, ki je strastno zaljubljena v Daneta, s katerim načrtuje romantično potovanje v avtodomu čez Turčijo v Iran. Prvi dnevi potovanja so tihih in mučni in se odvijajo sredi Turčije. Takrat ji Dane tudi pove, da je njunega ljubezenskega življenja konec. Potovanje nadaljujeta skupaj, kljub vedno večji odtujenosti. Ko se Dane dokončno odloči oditi, ona ostane pri tamkajšnji družini. V času popotovanja se zelo naveže na Ahmeda in malo Fatimo. Glavna junakinja v trenutkih šibkosti najde oporo v ljudeh iz povsem drugačne kulture. Prav ta drugačen svet ji omogoči, da odmisli vse okoli sebe in se zatopi v svoje misli, ob tem ji pomaga misel naj postane Sprehajalka gospodovega psa. 
Med prebiranjem dela lahko dejansko opazite, kako vam avtorica pripoveduje o svojem popotovanju in njenih doživetjih. 

## Zbirka
Knjiga je izšla v  zbirki Prvenci.

## Ocene in nagrade
Kritiki pravijo, da je delo intimna zgodba o boleči preobrazbi mlade ženske in notranjem ognju, ki žari v vsakem od nas in ga ne smemo nikdar pogasiti.  
Drugi pravijo, da je to verjetno knjiga, ki jo je avtorica verjetno napisala zase. Za dušo, kot pravimo. 
Čeprav je prvenec Carmen L. Oven tekoče branje, ob vseh detajlih, z določeno mero pristnosti, pa bi knjiga vseeno lahko imela več strukturnih poudarkov. 

## Izdaje in prevodi
Prva izdaja romana leta 2012 pri Mladinski knjigi, mehka vezava.